# Преславская книжная школа

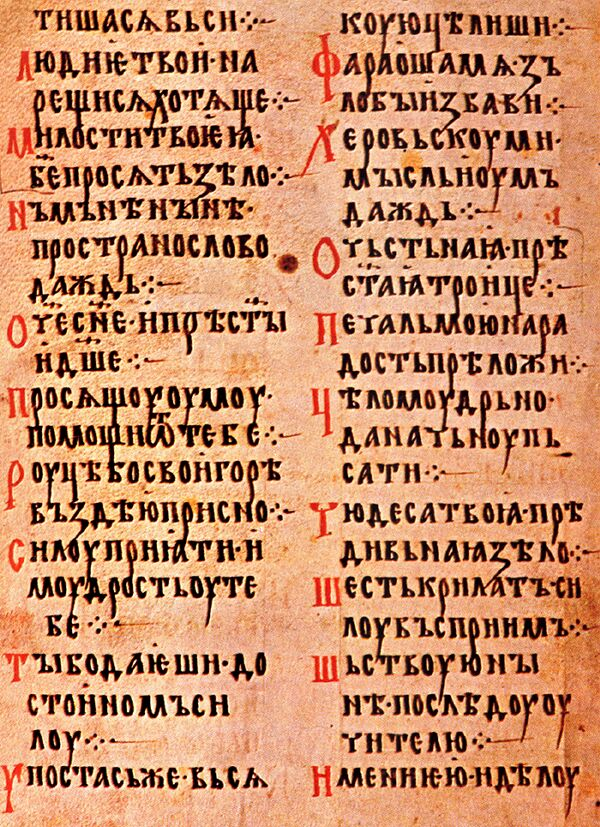
Азбучная молитва
Константин Преславский

Преславская книжная школа является первой славянской книжной школой в мире. Она создана Наумом — одним из учеников Кирилла и Мефодия — в 886 году в болгарской столице Плиска (Пльсковъ). Школа основана по велению болгарского князя Бориса І, который встретил с почестями трёх учеников Кирилла и Мефодия — Климента, Наума и Ангелария, гонимых немецким католическим духовенством из-за распространения ими славянского богослужения среди западных славян. В 893 году князь Симеон I перенёс основную деятельность школы в новую болгарскую столицу Преслав.
Самые старые в мире текстовые образцы на кириллице найдены возле Преслава, что подтверждает основное достижение Преславской книжной школы, которым является создание современной славянской письменности — кириллицы. Существует и альтернативная гипотеза,:436 согласно которой кириллица была создана учеником Кирилла и Мефодия Климентом Охридским в Охридской книжной школе.
Преславская книжная школа является самым важным литературным и культурным центром Первого Болгарского царства и всех славянских народов в ІХ — X веках. Основной деятельностью в школе была переводческая; в ней переводили Библию и священные христианские книги на понятный всем славянам старославянский язык.
Кроме переводческой деятельности, в школе велась активная творческая, учебная и художественная работа. В ней писались оригинальные литературные произведения, обучались ученики, создавалась керамика. Одним из лучших поэтов Преславской книжовной школы считается Константин Преславский , который написал Азбучную молитву. Среди выдающихся творцов школы встречаются имена Черноризец Храбр, Иоанн Экзарх и другие.
Деятельность Преславской книжной школы прекратилась в 972 г., когда она была полностью сожжена византийским императором Иоанном I Цимисхием.

## Литература

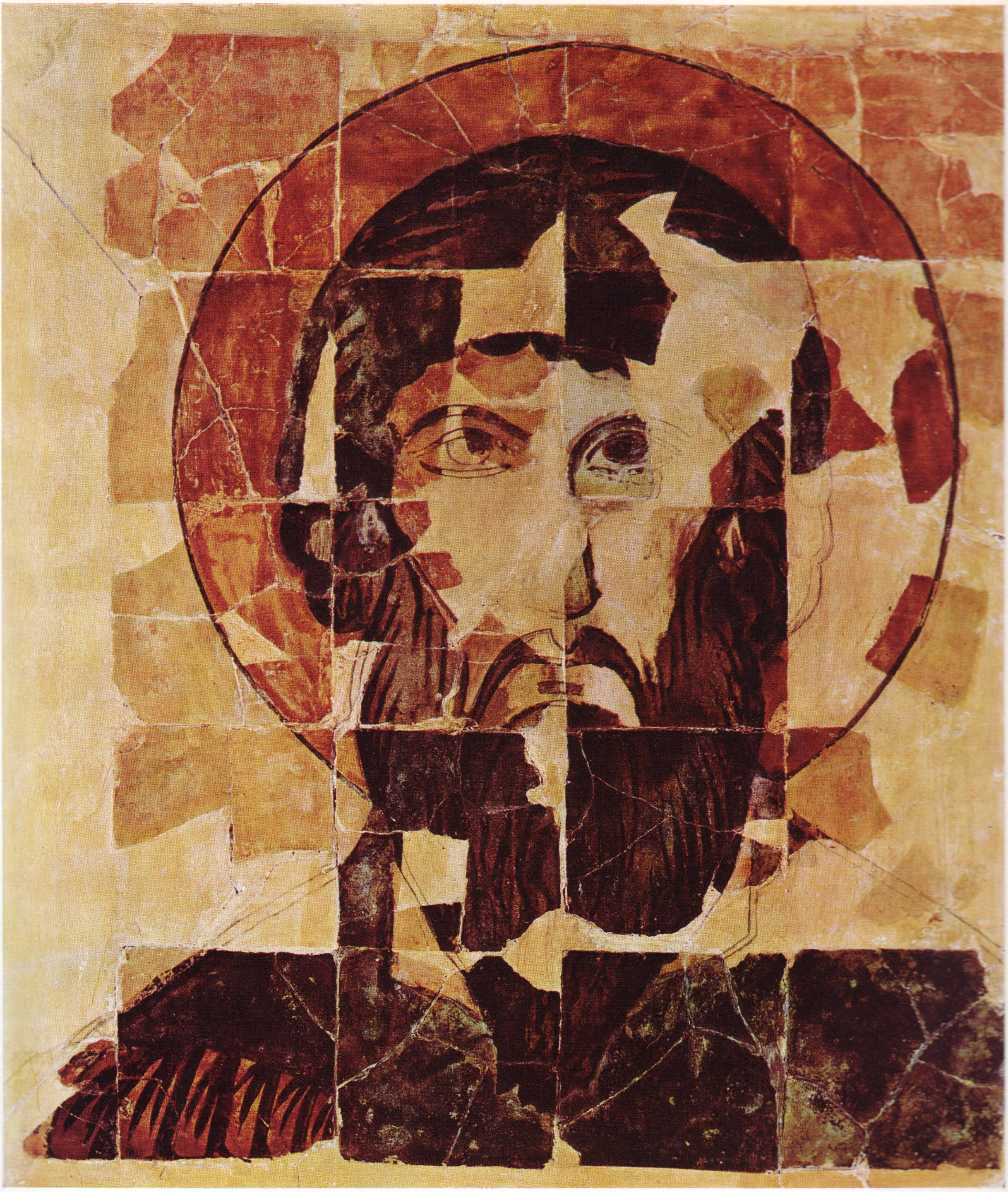
Керамическая икона св. Феодора Стратилата, X в. Обнаружена близ Преслава.